# Герб Сержипі
Герб Сержипі — геральдична емблема та один з офіційних символів бразильського штату Сержипі.

## Історія
Печатка (герб), закріплена Законом № 2 від 5 червня 1892 року, використовується на документах і паперах, надрукованих урядом штату Сержипі.
Герб створив професор Брісіо Кардосо, він офіційно затверджений Законодавчими зборами 5 липня 1892 року.

## Геральдичний опис
Його символіка представлена індіанцем серігі, який сідає на повітряну кулю; в її центрі слово «Porvir» — майбутнє. Під кошиком повітряної кулі легенда латиною Sub Lege Libertas — «За законом Свобода». Замикає смугу дата першої Конституції держави — 18 травня 1892 року. Індіанець уособлює минуле, а повітряна куля — майбутнє та цивілізацію.

## Попередні герби

### Колонія
На португальському заокругленому червоному щиті золоте сонце з людським обличчям у центрі.

Старий герб Сержипі, голландський колоніальний період
Старий герб Сержипі, колоніальний період